# Канзас-Сити Скаутс
Канзас-Сити Скаутс (англ. Kansas City Scouts) — профессиональная команда, выступавшая в Национальной хоккейной лиге с 1974 по 1976 год. В 1976 году переехала в Денвер и поменяла название на «Колорадо Рокиз» (англ. Colorado Rockies), а впоследствии, в 1982 году — в Ист-Ратерфорд (штат Нью-Джерси), где и существует по настоящее время под названием «Нью-Джерси Девилз».

## Статистика
Сокращения: И = сыгранные матчи в регулярном чемпионате, В = победы, П = поражения, Н = ничьи, ПО = поражения в овертаймах, О = очки, ЗШ = забитые шайбы, ПШ = пропущенные шайбы, ШВ = штрафное время (мин.), Рег. чемп. = место, занятое в указанном дивизионе по итогам регулярного чемпионата, Плей-офф = результат в плей-офф
| Сезон   | И   | В  | П   | Н  | ПО | О   | ЗШ  | ПШ   | Рег. чемп.                   | Плей-офф             |
| 1974-75 | 80  | 15 | 54  | 11 | 41 | 184 | 328 | 744  | 5-е место в Дивизионе Смайта | Не попали в плей-офф |
| 1975-76 | 80  | 12 | 56  | 12 | 36 | 190 | 351 | 984  | 5-е место в Дивизионе Смайта | Не попали в плей-офф |
| Всего   | 160 | 27 | 110 | 23 | 77 | 374 | 679 | 1728 |                              |                      |